# 阿基拉 (游戏)
《阿基拉》是改编自1988年动画电影《阿基拉》的视觉小说冒险游戏，该电影又改编自大友克洋的同名漫画《阿基拉》。游戏由太东于1988年在日本红白机推出。游戏进程由一系列选项列表推进。游戏常用电影中的画面标识当前地点。游戏进度可由密码记录。《周刊Fami通》杂志为游戏打出17/40的差评.。
后来又有两款以“阿基拉”为题的游戏。第一款是英国制作的1994年Amiga CD32动作游戏，第二款是万代为PlayStation 2制作的弹球模拟游戏《Akira Psycho Ball》。THQ曾为超级任天堂和Mega Drive制作另一款“阿基拉”游戏，但其延期并最终取消。